# Lantueno

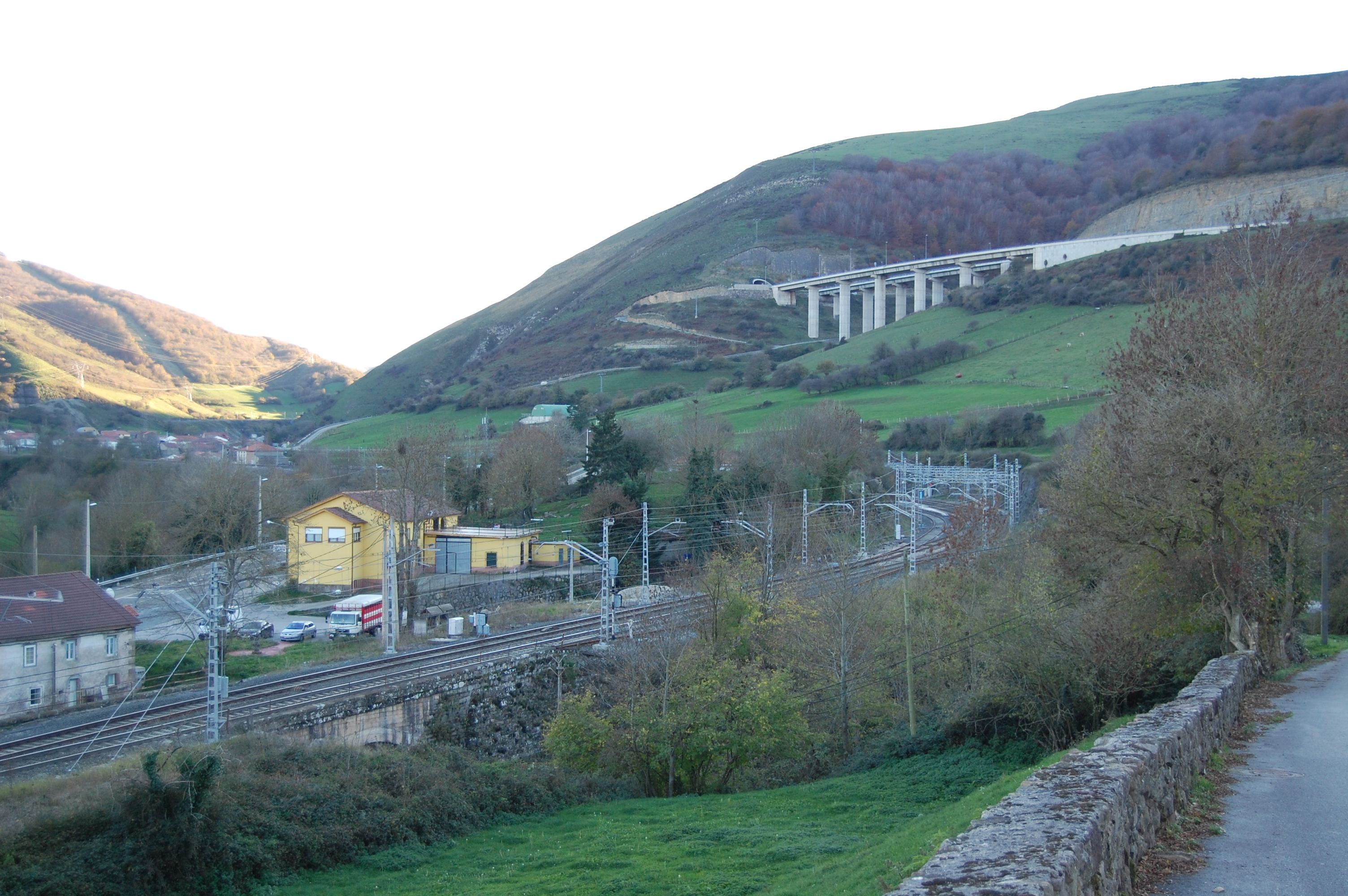
Paisaje de Lantueno, desde Santiurde de Reinosa

Lantueno es una localidad del municipio de Santiurde de Reinosa (Cantabria, España). En el año 2024 contaba con una población de 122 habitantes (INE). La localidad se encuentra a 658 metros de altitud sobre el nivel del mar, y a 2 kilómetros de distancia de la capital municipal, Santiurde de Reinosa.

## Paisaje y naturaleza
A su paso por aquí el río Besaya  es todavía una pequeña corriente que, poco a poco, va aumentando su caudal con l aportación de arroyos importantes como el que desciende por le barranco de la Cueva de Junto Urbán, hacia el pueblo de Somballe. En las laderas de este barranco la cobertura vegetal es bastante tupida a base de robles, avellanos y hayas jóvenes. Mayor porte tiene el hayedo de la Grajera, en la cara norte del monte de Las Praucas. El resto del paisaje de Lantueno se configura a base de pastizales y prados de corte anual, propio ya de la “Montaña” o la “Cantabria Verde”, de dominio climático atlántico que de diferencia del paisaje de aspecto continentalizado de los valles campurrianos.

## Patrimonio histórico

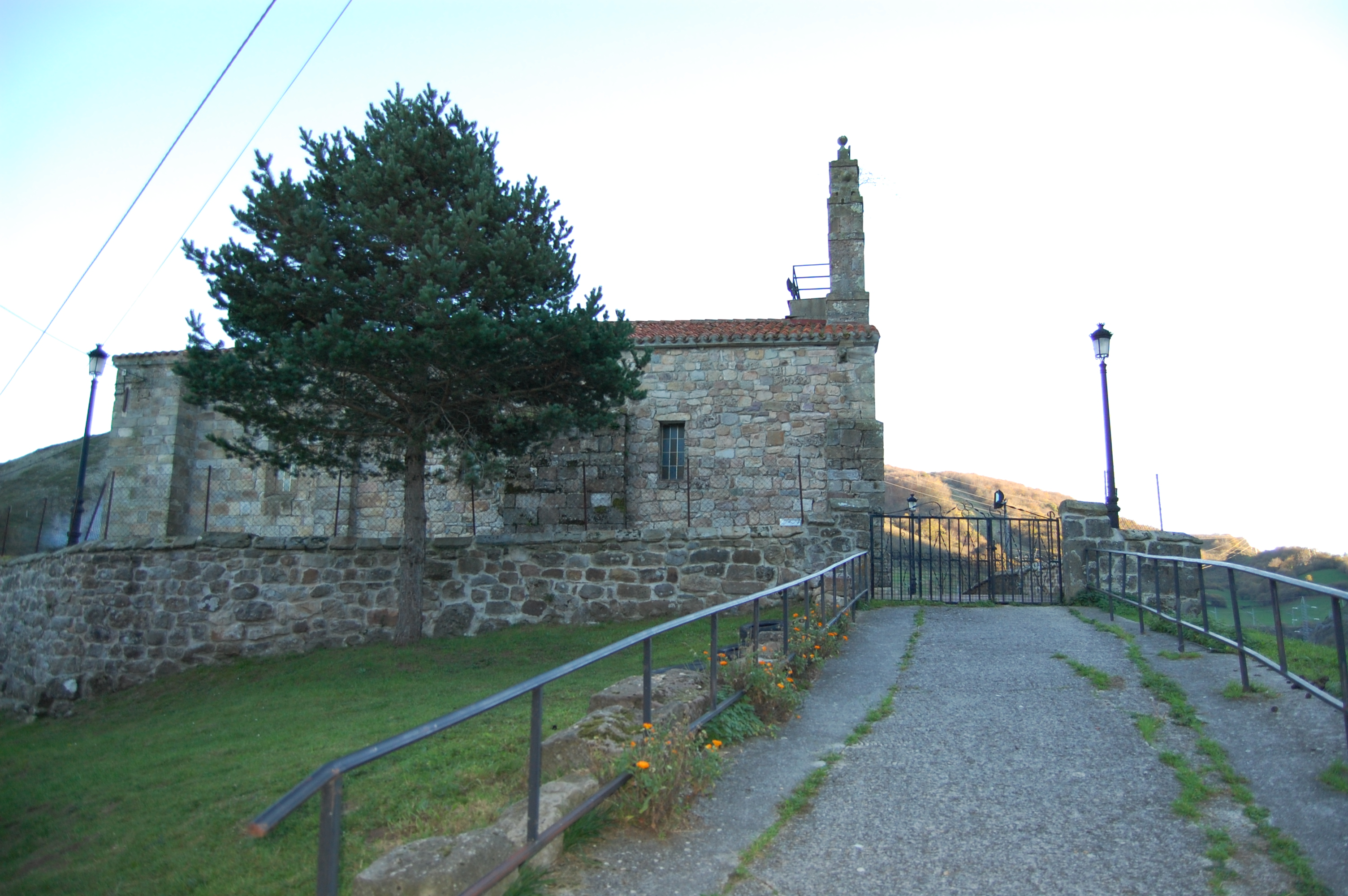
Iglesia de San Silvestre, Lantueno

El tipo de casa rural del entorno de Cinco Villas se asemeja a la que encontramos en el área campurriana, aunque con ligeras influencias propias de las construcciones de los valle más bajos de Cantabria. Así, elementos como la solana delimitada entre los muros cortafuegos de los hastiales aparece como elemento característico de dos casas de época barroca: una del siglo XVII, con fachada de sillería y escudo en el frente; la otra fachada en 1797, con escudo en el cortafuego y elaborado trabajo en el maderamen de la solana y el alero.
La iglesia parroquial de Lantueno tiene advocación a San Silvestre. En planta y en alzado el edificio muestra gran sencillez, destacando la espadaña de dos cuerpos con tres troneras y remate de bolas herrerianas en los vértices. Su construcción hay que llevarla a los últimos años del sigo XVI. En el interior, retablos barrocos de interés con imaginería de la misma época.
Durante la Guerra de la Independencia en esta localidad hubo un combate entre las fuerzas francesas, al mando del general Merle, y los integrantes del Armamento Cántabro comandadas por el coronel de milicias Juan Manuel Velarde, hermano de Pedro Velarde, que pretendían detener el avance de aquellos hacía Santander. El combate se inició a las tres de la mañana del día 21 de junio de 1808, siendo derrotadas las tropas españolas.

## Personajes célebres
- Alfonso Gutiérrez: ciclista español, profesional entre los años 1983 y 1994, durante los cuales logró 73 victorias.

- Datos: Q5969971
- Multimedia: Lantueno / Q5969971